# Giannīs Kouros
Giannīs Kouros (in greco Γιάννης Κούρος?, traslitterato anche Yiannis Kouros; Tripoli, 13 febbraio 1956) è un ultramaratoneta greco.
È stato definito "The Running God" (il Dio della Corsa) o "successore di Fidippide. Ha conseguito il record mondiale di corsa su strada all'aperto da 100 a 1000 miglia (pari a 160,9 e 1609 km) ed il record su ogni strada e tracciato da 12 ore a 6 giorni. Nel 1991 ha interpretato Fidippide nel film-documentario The Story of the Marathon: A Hero's Journey, che tratta la storia della maratona dagli albori all'epoca contemporanea.
La fama di Kouros esplose nel 1984, anno in cui vinse lo Spartathlon, storica ultramaratona da Atene a Sparta, che il greco riuscì a concludere con un tempo di 20 ore e 25 minuti 
e la Ultramaratona da Sydney a Melbourne del 1985, in cui percorse gli 875 km previsti nel tempo record di 5 giorni, 5 ore, 7 minuti e 6 secondi. Riuscì quindi a battere il record precedente, detenuto dall'atleta australiano Cliff Young (Albert Ernest Clifford Young, 1922-2003).
Kouros è anche autore di oltre 1,000 poesie (alcune di esse apparvero nel suo libro Symblegmata e nel libro The Six-Day Run of the Century).

## Record mondiali
I seguenti dati sono divulgati dall'Associazione Internazionale degli Ultracorridori nell'Ottobre 2010. 
Kouros disse che il suo unico segreto risiede nel fatto che quando l'altra gente è stanca si ferma, lui no. Aggiunse inoltre di riuscire a controllare il proprio corpo con la mente, dicendogli che in realtà non ha alcuna stanchezza e riuscendoci brillantemente.
- 12 ore su strada : 162,543 km (Stati Uniti, 1984)
- 24 ore su pista : 303,506 km (Australia, 1997)
- 48 ore su pista : 473,797 km (Francia, 1996)
- 1000 chilometri su pista in 5 giorni, 16 ore e 17 minuti (Australia - 1984)
- 1000 miglia (pari a 1609 km) su strada in 10 giorni, 10 ore, 30 minuti e 36 secondi (Stati Uniti - 1988)
- 1036 km in 6 giorni

## Campionati nazionali
1996
- Oro ai campionati australiani di 100 km - 6h56'46"

1998
- Oro ai campionati australiani di 100 km - 7h14'35"

## Competizioni internazionali
1977
- 25º alla Maratona di Atene ( Atene) - 2h43'15"

1981
- 47º alla Maratona internazionale della pace ( Košice) - 2h33'57"
- Oro alla Maratona di Atene ( Atene) - 2h32'50"

1982
- 54º alla Maratona internazionale della pace ( Košice) - 2h34'56"
- 7º alla Maratona di Copenaghen ( Copenaghen) - 2h28'39"
- 18º alla Maratona di Varsavia ( Varsavia) - 2h34'58"

1983
- Oro allo Spartathlon ( Atene-Sparta), 246 km - 20h29'04"

1984
- Oro alla Cliff Young Australian 6-day race ( Colac) - 1023 km
- Oro alla Self-Transcendence 6-Day Race ( New York) - 1022,068 km
- Oro allo Spartathlon ( Atene-Sparta), 246 km - 20h25'00"

1985
- Oro alla Sydney-Melbourne ( Sydney-Melbourne), 960 km - 5d05h07'
- Oro alla 48 Heures Pedestre a Montauban ( Montauban) - 452,270 km
- Oro alla Notte delle Fiandre ( Torhout), 100 km - 6h26'06"

1986
- Oro allo Spartathlon ( Atene-Sparta), 246 km - 21h51'00"
- Oro alla 24 h di Montmagny ( Montmagny) - 245 km
- Oro alla Sri Chinmoy 100 Mile Road Race ( New York), 100 miglia - 11h56'48"
- 8º alla Notte delle Fiandre ( Torhout), 100 km - 6h54'41"

1987
- Oro alla Sydney-Melbourne ( Sydney-Melbourne), 960 km - 5d14h47'
- Oro alla 24 h di Montmagny ( Montmagny) - 236 km

1988
- Oro alla Sri Chinmoy Ultra Trio 1000 Mile Race ( New York), 1000 miglia - 250h30'35"
- Oro alla Sydney-Melbourne ( Sydney-Melbourne), 960 km - 5d19h14'
- 23º alla Western States Endurance Run ( Auburn), 100 miglia - 20h12'54"
- 15º alla Notte delle Fiandre ( Torhout), 100 km - 7h36'41"

1989
- Oro alla Sydney-Melbourne ( Sydney-Melbourne), 960 km - 5d02h27'
- 8º alla Notte delle Fiandre ( Torhout), 100 km - 6h44'49"
- 48º alla Swiss Alpine Marathon ( Davos), 67 km - 6h18'42"

1990
- 4º all'IAU 100km World Championship ( Duluth) - 6h43'34"
- Oro alla Sydney-Melbourne ( Sydney-Melbourne), 960 km - 5d23h55'
- Oro allo Spartathlon ( Atene-Sparta), 246 km - 21h57'00"
- Oro alla Toto's International 24 Hour Challenge ( Melbourne), 24 h - 280,860 km

1994
- Argento alla Telecom Tasmania Run ( Hobart), 615 km in 7 tappe - 49h27'58"
- 11º alla Jed Smith Ultra Classic ( Buffalo) - 7h44'06"

1995
- Oro alla 48 h di Surgères ( Surgères) - 470,781 km
- Oro alla 24 hour Track Race Coburg ( Melbourne) - 282,981 km

1996
- Oro alla 48 h di Surgères ( Surgères) - 473,495 km
- Oro alla 24 hour Track Race Coburg ( Melbourne) - 294,504 km
- Oro alla 100 km Road Race Shepparton ( Shepparton) - 6h56'46"

1997
- Oro alla 48 h di Surgères ( Surgères) - 422,829 km
- Oro allo Sri Chinmoy 24 Hour Festival of Running ( Adelaide) - 303,506 km
- Oro alla Sri Chinmoy 24-Hour Track Race ( Canberra) - 295,830 km
- Oro alla 24 hour Track Race Coburg ( Melbourne) - 266,180 km

1998
- Oro alla Self-Transcendence 24h Lauf Basel ( Basilea) - 290,221 km
- Oro alla 100 km Road Race Glengarry ( Glengarry) - 7h14'35"
- 36º alla Comrades Marathon ( Durban), 87 km - 6h10'35"
- 36º alla Maratona di Praga ( Praga) - 2h36'00"

1999
- all'IAU 24h European Championship ( San Giovanni Lupatoto) - 262,324 km
- 15º all'IAU 100km European Championship ( Winschoten) - 7h25'51"
- Oro alla Olander Park 24 Hour Run ( Sylvania) - 269,468 km
- Oro alla Lupatotissima 24 h ( San Giovanni Lupatoto) - 262,324 km
- Oro alla 24 hour Track Race Coburg ( Melbourne) - 251,229 km

2000
- Oro alla Cliff Young Australian 6-day race ( Colac) - 801,600 km
- Oro alla 48 h di Surgères ( Surgères) - 404,432 km
- Oro alla Lupatotissima 24 h ( San Giovanni Lupatoto) - 265,683 km
- Argento alla Supermaraton Békéscsaba Arad Békéscsaba ( Békéscsaba), 196,9 km in 2 tappe - 14h27'07"
- 11º alla Notte delle Fiandre ( Torhout), 100 km - 7h21'17"

2001
- Oro all'IAU 24h World Championship ( San Giovanni Lupatoto) - 275,828 km
- Oro alla Lupatotissima 24 h ( San Giovanni Lupatoto) - 275,828 km
- 10º alla Notte delle Fiandre ( Torhout), 100 km - 7h14'00"
- Oro alla 6h Coburg Harriers Carnival ( Melbourne) - 73,977 km

2002
- 24º all'IAU 100km World Championship ( Torhout) - 7h18'19"
- Oro alla 48 h di Surgères ( Surgères) - 436,702 km
- Oro alla 24 h della Soochow University ( Taipei) - 284,070 km
- Oro alla Olander Park 24 Hour Run ( Sylvania) - 277,416 km
- Oro alla Taupo Great Lake Relay ( Lago Taupo), 100 miglia - 12h35'48"
- 4º alla 100 km del Passatore ( Firenze-Faenza), 100 km - 7h38'12"
- Oro alla Sunmart Texas Trail Endurance Run 50 Mile, 50 miglia - 6h09'00"
- Argento alla Mansfield to Buller ( Buller), 50 km - 4h03'50"

2003
- Oro alla 48 h di Surgères ( Surgères) - 438,813 km
- 16º alla 100 km del Passatore ( Firenze-Faenza), 100 km - 8h26'52"
- 7º alla Sunmart Texas Trail Endurance Run 50 Mile, 50 miglia - 6h36'08"

2004
- Oro alla 48 h di Surgères ( Surgères) - 443,638 km
- Oro alla 6 h di Chaidari ( Chaidari) - 84,945 km
- Oro alla Sunmart Texas Trail Endurance Run 50 Mile, 50 miglia - 6h11'28"
- Bronzo alla Mansfield to Buller ( Buller), 50 km - 4h14'57"

2005
- Oro alla Cliff Young Australian 6-day race ( Colac) - 1036,800 km
- Oro alla Across the Years ( Phoenix), 72 h - 520,500 km
- Argento alla 6h Coburg Harriers Carnival (Melbourne) - 72,442 km

2007
- Oro alla Wörschacher 24-Stunden Benefizlauf ( Wörschach), 24 h - 250,612 km
- Argento all'Ultrabalaton ( Lago Balaton), 212 km - 18h52'00"
- 74º alla Maratona di Vienna ( Vienna) - 2h50'26"
- 61º alla Maratona di Stoccolma ( Stoccolma) - 2h52'31"
- 38º alla Maratona di Atene ( Atene) - 2h49'40"

2008
- Oro alla 6-Tagelauf Hallsberg ( Hallsberg), 6 giorni - 758,800 km
- Oro alla 48 timer løb Bornholm ( Bornholm) - 433,095 km
- Oro alla Golser Benefizultralauf 48 h ( Gols) - 422,630 km
- Oro alla Brno Spring 48 Hour Indoor ( Brno) - 408,010 km
- Oro alla 24 ore del Delfino ( Ciserano) - 261,045 km
- Oro all'Ultrabalaton ( Lago Balaton), 212 km - 19hh27'52"

2012
- 23º all'IAU 24h World Championship ( Katovice) - 237,921 km
- 18º all'IAU 24h European Championship ( Katovice) - 237,921 km
- Oro alla Skövde Ultrafestival 48 h ( Skövde) - 9h04'07"
- Oro alla Self-Transcendence 24 Hour Race Ottawa ( Ottawa) - 218,900 km
- 11º alla Self-Transcendence 24 Stunden Berlin ( Berlino) - 132,432 km

2013
- Argento alla Across the Years ( Phoenix), 6 giorni - 885,391 km
- 30º all'IAU 24h World Championship ( Steenbergen) - 237,921 km
- 21º all'IAU 24h European Championship ( Steenbergen) - 237,921 km

2014
- Oro alla 48 hs Internacional Ciudad de Buenos Aires ( Buenos Aires), 48 h - 312,305 km